# استفان جدریچوفسکی
استفان جدریچوفسکی (۱۹ مه ۱۹۱۰–۲۶ مه ۱۹۹۶) یک روزنامه‌نگار و سیاستمدار کمونیست لهستانی بود که به عنوان معاون نخست‌وزیر، وزیر امور خارجه و وزیر دارایی در لهستان فعالیت می‌کرد.

## سنین جوانی و تحصیل
جدریچوفسکی در ۱۹ آوریل ۱۹۱۰ در ورشو متولد شد، از خانواده ای کاتولیک و طبقه متوسط که صاحب املاک و خانه‌های آپارتمانی در ویلنو و بعداً در بخش روسی لهستان بودند. مادر او اصالتاً آلمانی بود. او تحصیلات حقوق و علوم اجتماعی را در دانشگاه ویلنیوس در ویلنیوس در سال ۱۹۳۲ به اتمام رساند و سپس مدرک فوق لیسانس حقوق را از همان دانشگاه دریافت کرد. وی همچنین در رشته اقتصاد دکترا گرفت. وی هنگامی که دانشجوی کارشناسی ارشد بود، فعالیت سیاسی خود را به عنوان یک کاتولیک چپ افراطی در گروهی به نام «اودروژنی» (رنسانس) آغاز کرد. سپس او را به سازمان جوانان «لژیون ملودیچ» (لژیون جوانان) که توسط یوزف پیلسودسکی تأسیس شد، متصل شد. سپس در سال ۱۹۲۶ جدریچوفسکی عضو فرماندهی منطقه ای این گروه شد.

## شغل و فعالیتها
جادریچوفسکی فعالیت خود را به عنوان دستیار مدرس اقتصاد در دانشگاه ویلینوس آغاز کرد. در سال ۱۹۳۶، او به حزب کمونیست لهستان پیوست. در سپتامبر ۱۹۳۹، وی به عنوان روزنامه‌نگار در ویلنوس شروع به کار کرد. سپس وی به عنوان معاون سردبیر روزنامه کمونیست محلی که توسط مقامات اتحاد جماهیر شوروی منتشر می‌شد، انتخاب شد. وی شهروند اتحاد جماهیر شوروی و عضو حزب کمونیست اتحاد جماهیر شوروی شد. پس از الحاق لیتوانی به اتحاد جماهیر شوروی، وی در شورای عالی اتحاد شوروی به عنوان معاون خدمت کرد. بعداً فعالیتهای خود را در کمیته آزادیبخش ملی لهستان (PKWN) که در ۲۲ ژوئیه ۱۹۴۴ تشکیل شد ادامه داد. اندکی پس از آن، وی به عنوان نماینده PKWN در مسکو فعالیت کرد. وی همچنین نماینده دولت ورشو در فرانسه در سال ۱۹۴۵ بود. علاوه بر این، وی رئیس اداره اطلاعات کمیته آزادیبخش ملی لهستان بود. از سال ۱۹۴۵ تا ۱۹۴۷ به عنوان وزیر ناوبری و بازرگانی خارجی در دولت وحدت ملی فعالیت کرد. بعد او به حزب کارگران متحد لهستان پیوست و به عضو متناوب کمیته مرکزی حزب یا پولیتبورو شد. وی از ۱۲ دسامبر ۱۹۵۱ تا ۲۴ اکتبر ۱۹۵۶ به عنوان معاون رئیس‌جمهور یا معاون نخست‌وزیر در کابینه لهستان، معروف به Rada Ministrww نیز خدمت کرد. وی از سال ۱۹۵۶ تا ۱۹۷۱ به عنوان رئیس دفتر برنامه‌ریزی، کمیسیا پلووانانیا کار کرد. وی همچنین در ۲۱ اکتبر ۱۹۵۶ به عنوان عضوی از ۹ عضو کمیته مرکزی حزب به عضویت کامل درآمد. در کمیته وی سمت مشاور اقتصادی را بر عهده گرفت. وی از ۲۲ دسامبر ۱۹۶۸ تا ۲۲ دسامبر ۱۹۷۱ به عنوان وزیر امور خارجه خدمت کرد. در دسامبر سال ۱۹۷۱، عضویت وی در کمیته مرکزی حزب به پایان رسید. بعد وی در سال ۱۹۷۱ به عنوان وزیر دارایی منصوب شد و دوره وی در سال ۱۹۷۴به پایان رسید.